# Sanna Lauslahti
Sanna-Liisa Lauslahti, född 7 april 1966 i Helsingfors, är en finländsk politiker (Samlingspartiet). Hon är ledamot av Finlands riksdag sedan 2007. Till utbildningen är Lauslahti ekonomie magister och förvaltningsdoktor.
Lauslahti omvaldes i riksdagsvalet 2015 med 4 576 röster från Nylands valkrets.